# Young Royals
Young Royals (lit. ‘Joves reials’) és una sèrie dramàtica de televisió web sueca que es va estrenar mundialment l'1 de juliol de 2021 en la plataforma de streaming Netflix, amb la producció de Nexiko. És dirigida per Erika Calmeyer i Rojda Sekersöz, escrita per Lisa Ambjörn, Sofie Forsman i Tove Forsman i produïda per Lars Beckung.
La sèrie narra el moment en què el príncep Wilhelm arriba al prestigiós internat Hillerska, i té per fi l'oportunitat d'explorar el seu veritable jo i descobrir quin tipus de vida vol realment. Consta de dues temporades, de 6 episodis cada una.

## Sinopsi
La història se centra en el príncep Wilhelm, quan aquest arriba al prestigiós internat Hillerska, per fi té l'oportunitat d'explorar el seu veritable jo i descobrir quin tipus de vida vol realment. Wilhelm comença a somiar amb un futur ple de llibertat i amor incondicional lluny de les obligacions reials, però quan inesperadament es converteix en el següent en la línia de successió al tron el seu dilema s'aguditza en haver de prendre una decisió. L'amor o el deure.

## Elenc

### Principals
- Edvin Ryding com a Wihelm o "Wille": príncep, segon a la successió del tron suec.[5]
- Omar Rudberg com a Simon Eriksson: estudiant becat, germà de la Sara i interès romàntic de Wihelm.
- Malte Gårdinger com a August Horn av Årnäs: membre d'una família noble i segon cosí de Wihelm i Erik, capità de l'equip de rem i estudiant de tercer.
- Frida Argento com a Sara Eriksson: germana de Simon, també becada a l'escola, que té problemes socials a causa del seu autisme i TDAH.
- Nikita Uggla com a Felice: estudiant estrangera i membre de la "noblesa moderna".

### Recurrents
- Samuel Astor com a Nils
- Pernilla August com a Kristina: reina de Suècia i mare de Wihelm.

## Estrena
La sèrie va ser estrenada mundialment el 1r de juliol del 2021. La segona temporada va llançar-se el 1r de novembre del 2022. La tercera i última temporada ha sigut estrenada l'11 de març del 2024 (l'últim episodi el 18 de març).

## Recepció
La primera temporada va obtenir una qualificació del 100% al Tomatometer de Rotten Tomatoes i la segona va arribar al 95% de puntuació per part de l'audiència. Juan Manuel Freire, crític del Periódico va arribar a dir: "No és una altra frívola sèrie adolescent (...) Sense arribar a inventar res (...) desprèn una agradable autenticitat i gust vertader a 2021. (...)". Al portal referent a l'estat espanyol, Filmaffinity, la sèrie ha sigut qualificada pels espectadors amb un 6,7 sobre 10.